# Alés Bialiatski
Alés Bialiatski (en bielorruso: Алесь Бяляцкі/Aleś Bialacki, a veces transcrito como Alés Bialacki, Alés Byalyatski, Aliés Bialiacki y Alex Belyatsky) es un activista político ruso nacionalizado bielorruso.

## Carrera
Es conocido por su trabajo con el Centro de Derechos Humanos Viasna (Primavera, en bielorruso), del que es actualmente cabeza. Es el vicepresidente de la Federación Internacional por los Derechos Humanos. Bialiatski ha recibido el Premio Homo Homini y el Premio Per Anger (2006) por sus esfuerzos en la promoción de los derechos humanos y la democracia. Fue detenido por las autoridades bielorrusas por cargos de supuesta evasión de impuestos en 2011.
En 2022 fue ganador  con el Premio Nobel de la Paz junto con la organización rusa de derechos humanos Memorial y la organización ucraniana de derechos humanos Centro para las Libertades Civiles.
El 3 de marzo de 2023, un tribunal bielorruso condenó a Bialiatski a 10 años de prisión.